# Phragmipedium caudatum
Phragmipedium caudatum es una especie de la familia de las orquídeas, de hábito terrestre, epifítico o litofítico, que se distribuye desde México a Bolivia. Se caracteriza por la longitud de los espolones o caudas de sus pétalos, la que la convierten en la orquídea de flores más largas.

## Descripción
Es una orquídea de hábito terrestre, epífita y litófita. Son plantas robustas, erectas, de tallo corto y de 40 a 50 cm de alto, con hojas basales, dísticas, de 10 a 25 cm de largo y 2 a 4 cm de ancho, dorsalmente sulcadas, coriáceas y glabras.
La inflorescencia presenta de 30 a 60 cm con 2 a 4 flores vistosas, finamente pilosas, de color variable pero generalmente amarillo-verdosas manchadas de café o púrpura. Las brácteas florales son grandes, conduplicadas e infladas. Los sépalos son pubescentes en el exterior, con bordes ondeados, los laterales unidos casi hasta el ápice formando una lámina lanceolada y acuminada en el ápice, de 8 a 13 cm de largo y 3 a 4,5 cm de ancho. El sépalo dorsal llega a medir algo más de 19 cm y es de color crema con venas marrones o verdes y tiende a caer sobre el labio. Los pétalos son más angostos que los sépalos y prolongados en caudas extremadamente largas y péndulas de hasta 60-70 cm de largo. Las caudas siguen creciendo hasta 10 días después de abrir la flor pudiendo llegar a medir 70-80 cm  El labelo es calceiforme, de 4 a 5 cm de largo, inflado, abierto, con bordes encorvados hacia adentro, pubescente en el interior, generalmente verdoso con manchas rojas o cafés; la columna es corta, con una antera fértil a cada lado y una antera estéril escutiforme por encima.
El número de cromosomas de esta especie es 2n=28.

## Distribución y hábitat
Se distribuye desde México a Bolivia, en los Andes del Perú, a elevaciones de 1000 a 2100 m s. n. m. Se la encuentra en una gran variedad de hábitats, tanto como epífita como terrestre. Crece bajo sombra. Florece de primavera hasta otoño.

## Importancia económica

### Cultivo
La humedad y la clase de agua son fundamentales para el buen cultivo de esta especie. Su hábito de crecimiento la expone  a agua condensada de niebla, purísima y siempre con niveles de humedad relativa superiores al 50%. Si se cultiva en vivero es recomendable regarla con agua pura algo ácida. En invierno se debe decrecer el riego pero mantener el medio siempre húmedo aunque cerca de estar seco antes de volver a regar.
En su hábitat natural esta especie recibe abono natural rico en nitrógeno de los musgos, algas y otras plantas. En cultivo es recomendable alimentar la planta con un abono rico en nitrógeno una vez por semana. Es recomendable cultivar esta especie en canastas ya que las caudas dejan de crecer una vez que tocan fondo. Se recomienda que no se usen canastas muy grandes con un medio de corteza fina con buena aeración.